# Diego López Pacheco y Portocarrero
Diego López Pacheco y Portocarrero   (castell de Belmonte, 1456 (Gregorià) - Castell d'Escalona, 26 de novembre de 1529 (Gregorià)) va ser un noble castellà, segon marquès de Villena i segon duc d'Escalona.

Escut d'armes de Diego López Pacheco.

Diego era el primogènit de Juan Pacheco, un dels polítics més influents de l'època, i Maria de Portocarrero Enríquez. El 1468 va rebre de son pare el títol de marquès de Villena. Amb 12 anys va casar amb Juana de Luna, que també comptava amb 12 anys i era neta d'Álvaro de Luna y Jarana. Aquestes noces formaven part d'un pla familiar per a heretar una part de les possessions d'Álvaro de Luna. Juana Pimentel, àvia de Juana de Luna, va intentar evitar el casament sense èxit, degut a la intervenció del rei Enric IV de Castella. El 1474, a la mort de son pare, heretà el títol de duc d'Escalona.
En la Segona Guerra de Successió castellana (1475-1479), Diego, igual que son pare havia fet anteriorment, va fer costat a Juana la Beltraneja, que finalment va perdre la batalla pel tron. Isabel I el va perdonar i li va permetre, en principi, conservar les seues propietats. No obstant això, va evitar que fóra nomenat successor de son pare com a gran mestre de l'Orde de Sant Jaume. Tot i això, ja el 1476 moltes de les viles i ciutats del marquesat de Villena s'alçaren contra Diego, que va perdre el control de la majoria, inclosa la capital, Villena. Aquestes passaren a formar part del patrimoni reial dels Reis Catòlics després de les capitulacions de Diego el 1480, malgrat els intents de Diego per a restituir-les. Els reis, això no obstant, li van permetre seguir utilitzant el títol de marquès de Villena, que mai van afegir als seus.
Juana de Luna va morir el 1480, i el 1484 Diego va casar en segones noces amb Juana Enríquez y Velasco, germana de Fadrique Enríquez, Almirall de Castella. Amb ella va tindre almenys tres fills. Va servir com a Capità General en la guerra de Granada, on va ser ferit, i estigué present en les capitulacions per les quals s'entregava la ciutat als Reis Catòlics.
El 1519 va ser nomenat cavaller de l'Orde del Toisó d'Or.

## Noces i descendència
Va contraure dues noces. La primera, amb María Juana de Luna, comtessa de Santisteban de Gormaz, de qui va nàixer Juan Pacheco i Luna (24 d'abril de 1472-1490), comte de Santisteban de Gormaz.
En segones noces va casar amb Juana Enríquez, enllaç del qual nasqueren:
- Diego López Pacheco (1506-1556), tercer duc d'Escalona.[1]
- Isabel Pacheco.[3]
- Magdalena Pacheco.[1]